# K Desktop Environment 3
K Desktop Environment 3 або KDE 3 — третій реліз стільничного середовища KDE. Усього було шість релізів цієї версії.

## K Desktop Environment 3.0

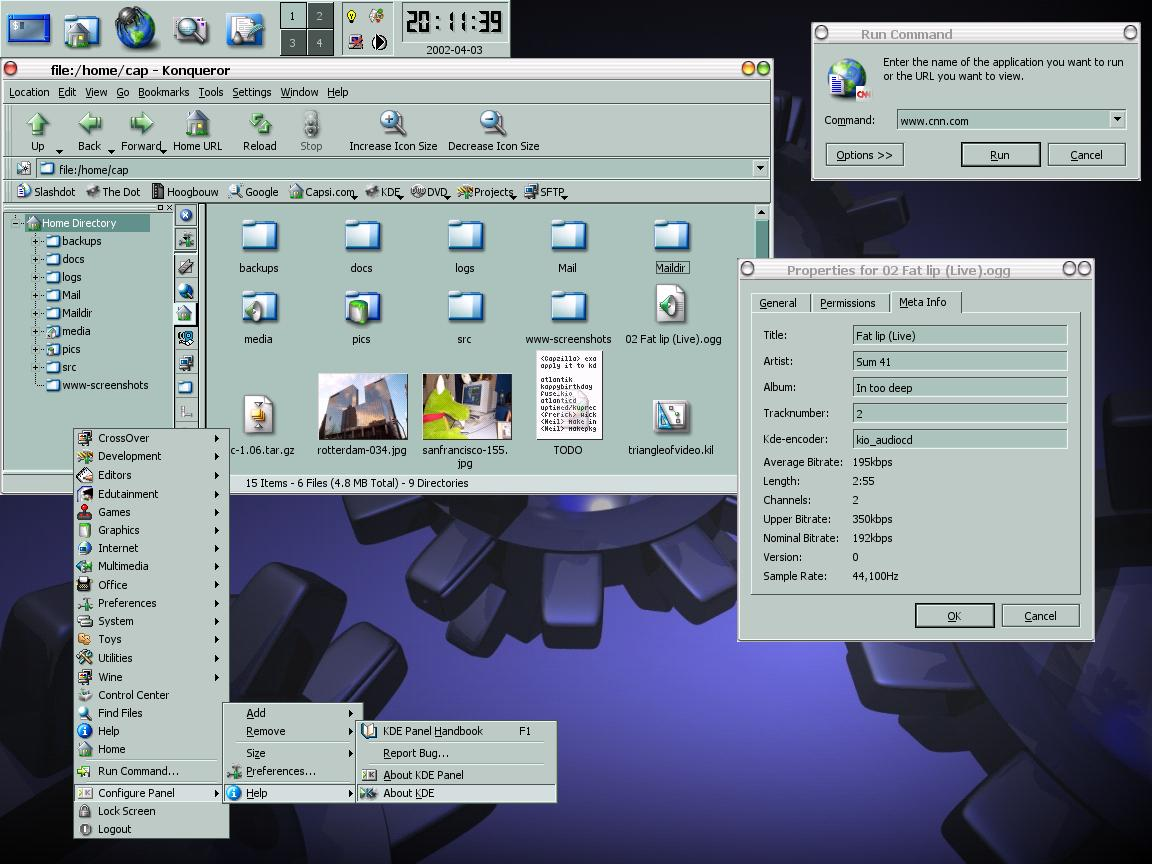
KDE 3.0 із запущеним Konqueror

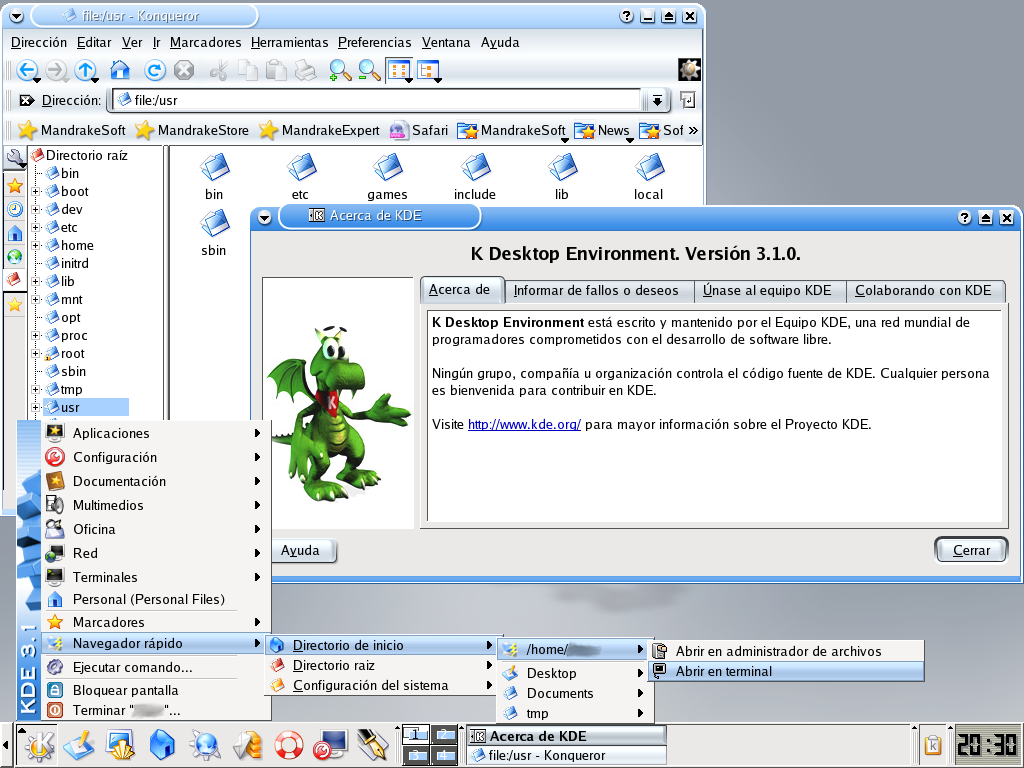
KDE 3.1 із запущеним Konqueror та екраном «About»

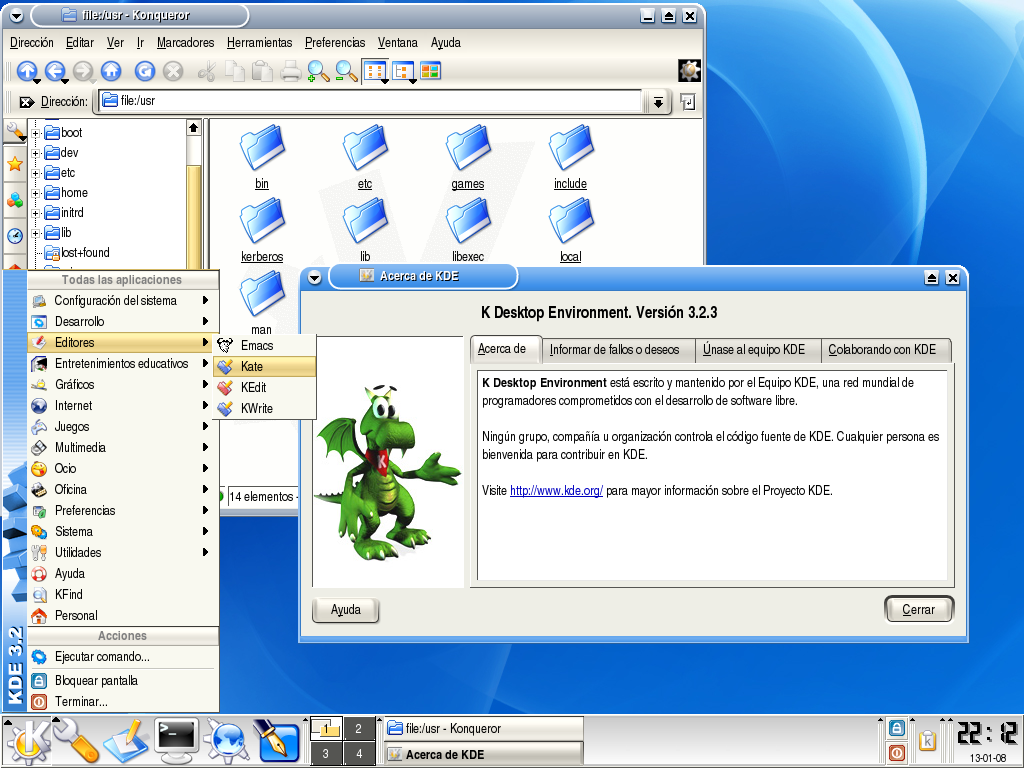
KDE 3.2 із запущеним Konqueror та екраном «About»

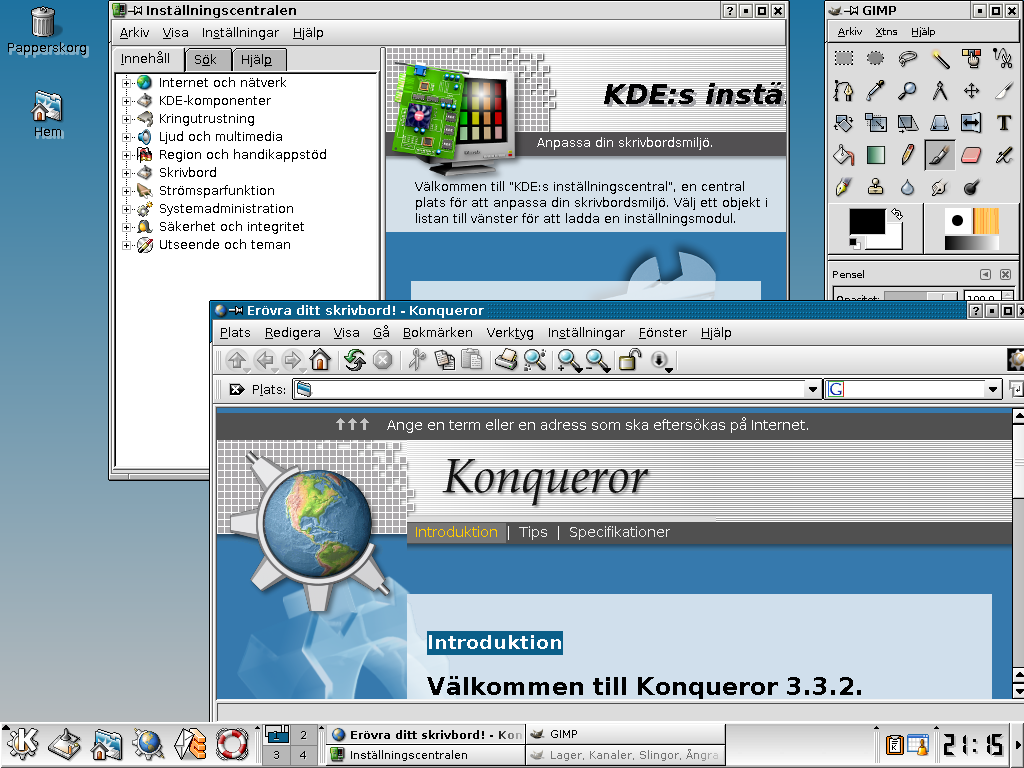
KDE 3.3 із запущеним Konqueror

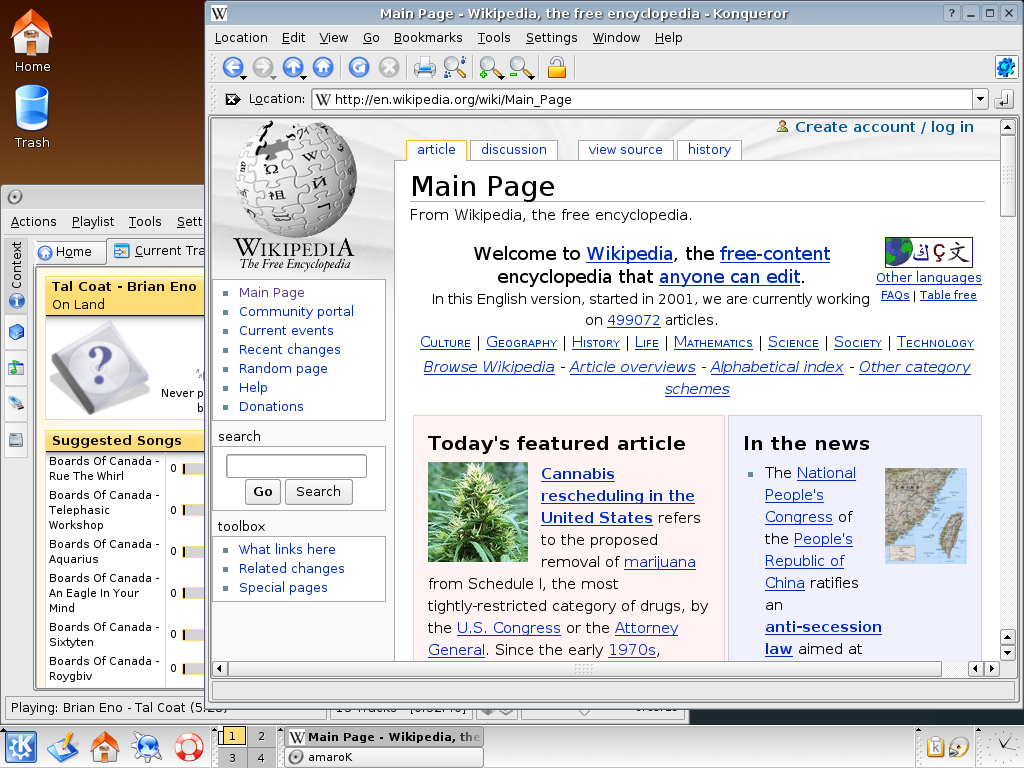
KDE 3.4 із запущеним Konqueror та Amarok

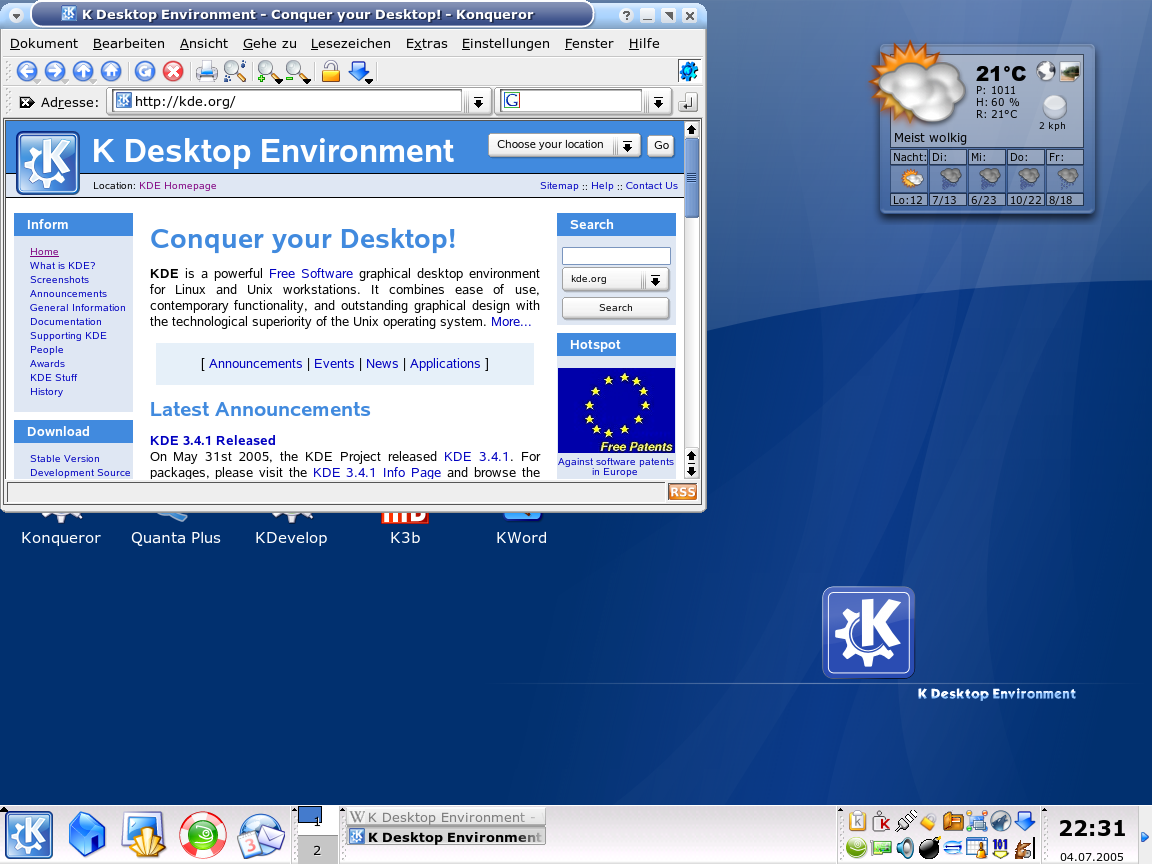
KDE 3.4.1 із запущеним Konqueror

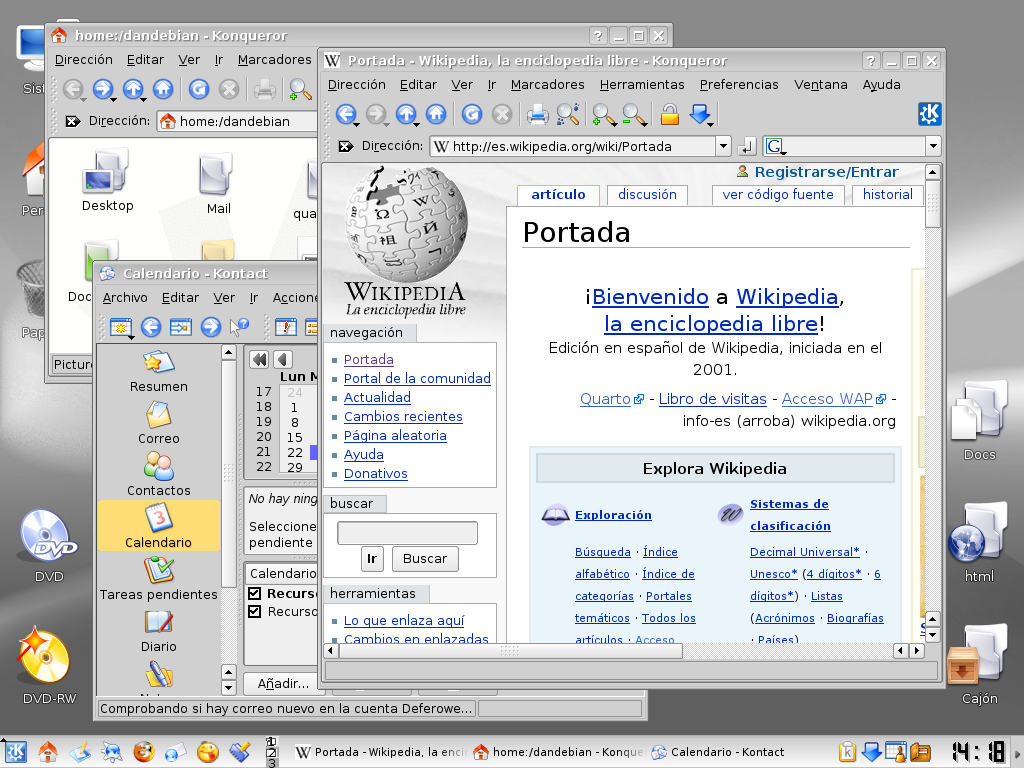
KDE 3.5 із запущеним Konqueror та Kontact

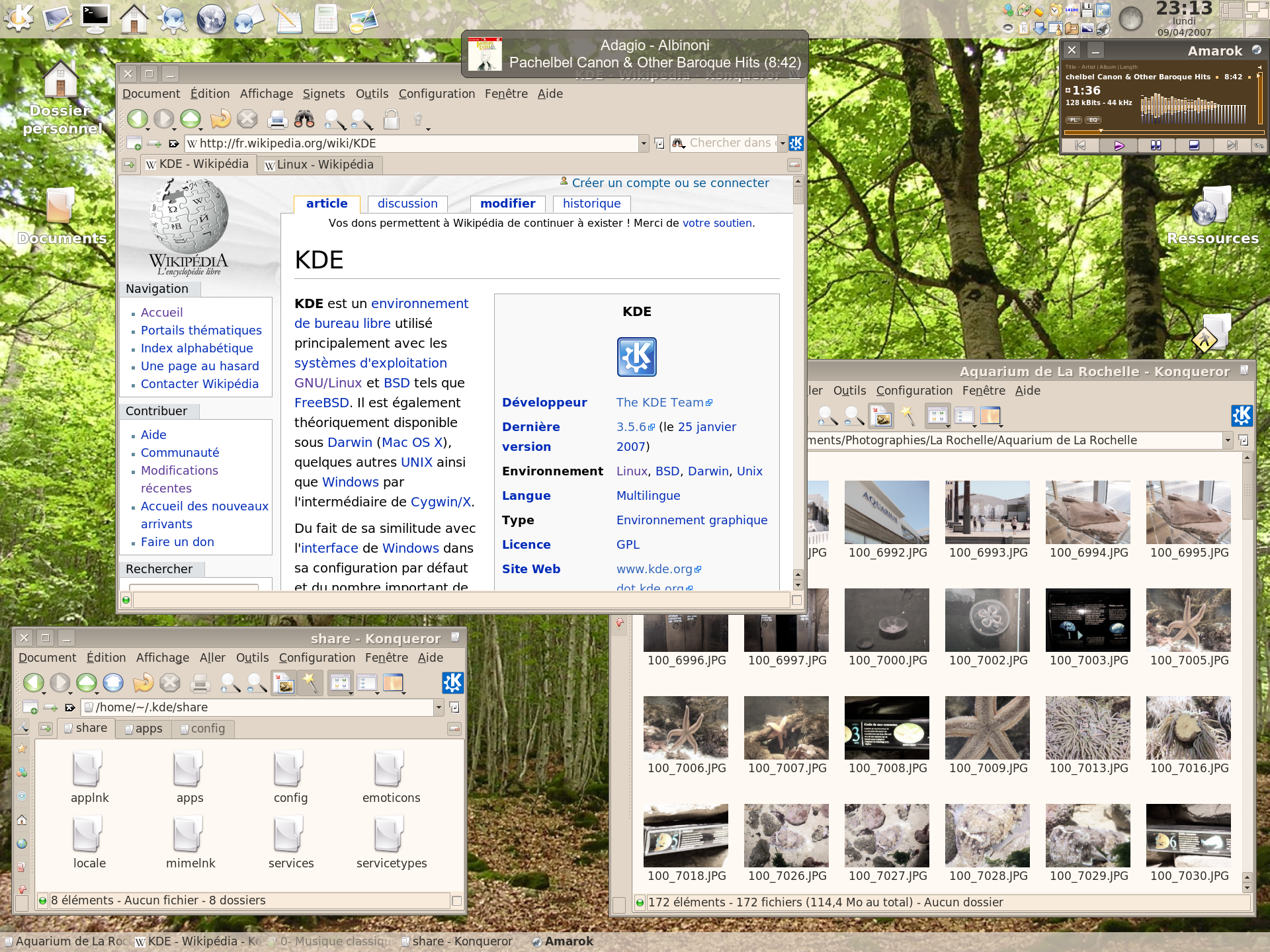
KDE 3.5.5 із запущеним Konqueror

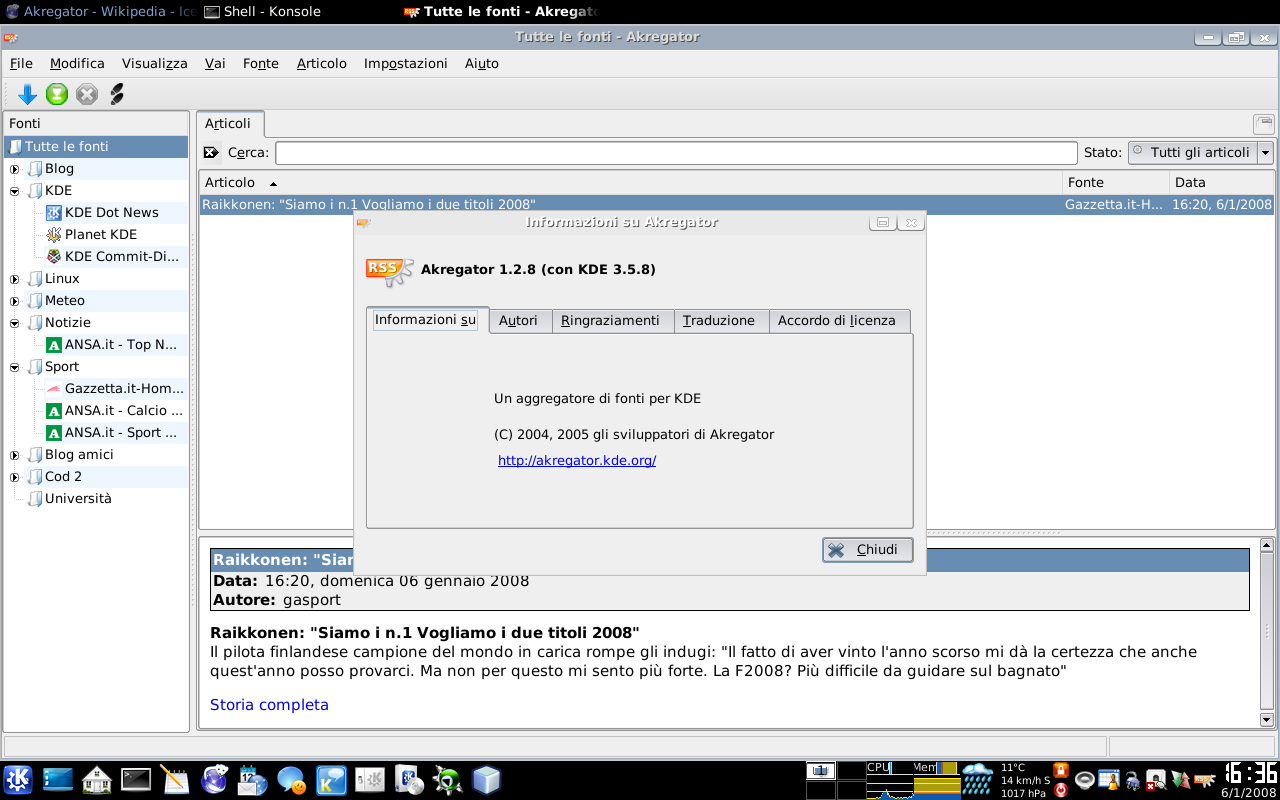
KDE 3.5.8

Перша версія K Deskop Environment 3 була опублікована 3 квітня 2002 року, що більш ніж через чотири місяці після останнього випуску KDE 2. Розробниками, серед іншого, були впроваджені нова система друку KDEPrint, модульний дизайн якої дозволив йому підтримувати різноманітні друкарські машини, такі як CUPS, LPRng та LDP/LPR. У поєднані із CUPS, KDEPrint мав змогу керувати складними мережевими системами друку на підприємствах.
Окрім того, було впроваджено пакет kdeedu, що містить освітні програми. У його склад увійшли такі застосунки, як:
- KEduca, проект для створення та перевірки тестів і екзаменаційних робіт
- KGeo, інтерактивна програма для навчання геометрії (подібна до застосунку Euklid)
- KLettres, застосунок, який може допомогти у вивченні французької мови
- KStars, віртуальний планетарій
- KTouch, програма для навчання сліпому друку
- KVocTrain, програма-словник для вивчення іншомовних слів

Зміни відбулися також і в інших програмах, у тому числі у плеєрі Noatun, який тепер підтримує потоки Icecast/SHOUTcast. Окрім того, значні зміни було впроваджено у двигун KHTML, наприклад у реалізацію JavaScript.

## K Desktop Environment 3.1
K Desktop Environment 3.1 пропонує нові стандартні стилі вікон (Keramik) та іконок (Crystal). Додано також корисний для вебмастерів редактор HTML, XHTML, XML і таке інше, Quanta Plus та записувач компакт-дисків KAudioCreator. Значні зміни не оминула також і веббраузер Konqueror, який впровадив підтримку вкладок. Була представлена програма KDENetwork — менеджер завантажень KGet. Також у пакет KDEGames було додано декілька нових ігор, таких як мінігольф Kolf.
Оновлення також впроваджують поліпшену інтеграцію LDAP у Kontact, підвищену безпеку для KMail (підтримка S/MIME, PGP/MIME та X.509v3) та сумісність Microsoft Exchange 2000 з KOrganaizer. Можливість блокування стільниці, впроваджена у 3.0, була поширена. Також було впроваджене спільне використання стільниці.

## K Desktop Environment 3.2
K Desktop Evironment 3.2 було опубліковано 3 лютого 2004 року. Було впроваджено ряд нових функцій, таких як перевірка орфографії у формах та електронній пошті, програмне забезпечення для Microsoft Remote Desktop Protocol і ще тисячі інших виправлень (виправлено близько 10 000 знайдених помилок). Для поліпшення взаємодії з іншими програмами для розробників Linux і Unix, KDE також дбає про сумісність зі стандартами freedesktop.org. Результатом взаємодії команди KDE та команди веббраузера Safari від Apple стало підвищення продуктивності та відповідності вебстандартам у KDE.  Змінено також зовнішній вигляд середовища — з'явилися нові іконки, заставки, аксесуари та анімовані прогрес-бари, презентовано новий стиль Plastic, котрий до кінця KDE 3 залишався темою за замовчуванням. Покращена зручність використання середовища, шляхом переробки багатьох застосунків, діалогових вікон та контрольних панелей із зосередженням уваги на чіткість і корисність та зменшенням безладу у багатьох меню та панелях. Окрім того, у KDE 3.2 було додано такі застосунки, як:
- JuK, програвач музики, що входить до пакету KDEMultimedia
- Kopete, клієнт обміну миттєвими повідомленнями, який підтримує такі протоколи, як AIM, MSN, Yahoo! Messenger, ICQ, Gadu-Gadu, Jabber, IRC, SMS та WinPopup
- KWallet, застосунок для зберігання та керування паролями
- Kontact, застосунок для керування персональної інформацією (PIM), котрий об'єднує пошту, календар, RSS-рідер, і таке інше
- KGpg, інтерфейс KDE для GNUPg
- KIG, програма для вивчення геометрії, частина пакету kdeedu
- KSVG, переглядач SVG-файлів
- KMag, KMouseTool, KMouth
- KGoldRunner, гра-платформер

## K Desktop Environment 3.3
K Desktop Environment 3.3 було опубліковано 19 серпня 2004 року. Основні зміни були націлені на інтеграцію різних стільничних компонентів. Kontact було інтегровано із Kolab, груповими застосунками та KPilot. Konqueror отримав поліпшену підтримку миттєвих повідомлень, можливість відправлення файлів контактам та підтримку деяких протоколів обміну миттєвими повідомленнями (наприклад, IRC). KMail отримав можливість відображення присутності контактів чату у мережі. Juc отримав підтримку запису аудіо-CD із K3b.
Це оновлення також включає в себе чисельні удосконалення стільниці. Konqueror отримав поліпшення у роботі з вкладками, бокова панель перегляду RSS та панель пошуку сумісні з пошуком за ключовими словами. KMail отримав композицію HTML, анти-спам та анти-вірусний захист, автоматичну обробку списків розсилки, покращену криптографію та швидкий пошук. Kopete отримав можливість обміну файлами із Jabber. KWin отримав нові кнопки для підтримки більшої кількості функцій, таких як «завжди згори».
Загалом виправлено близько 7000 помилок.
Окрім того, у KDE 3.3 було додано нові застосунки:
- KolourPaint — заміна KPaint
- KWordQuiz, KLatin та KToutle,  освітні програми для шкіл
- KImageMapEditor та KLinkStatus, застосунки для вебдизайнерів
- KSpell2, нова система перевірки орфографії
- KThemeManager, новий контрольний центр для керування темами KDE

## K Desktop Environment 3.4
K Desktop Environment 3.4 було опубліковано 16 березня 2005 року. Над цією версією працювало близько 80 000 програмістів, якими було написано декілька мільйонів рядків коду. Загалом було виправлено понад 6000 помилок та впроваджено близько 1700 нових можливостей.
Оновлення, у цілому, направлені на поліпшення доступності. Так, наприклад, була додана система перетворення тексту у звук, яка підтримує Konqueror, Kate, KPDF, автономний застосунок KSayIt та синтез мови у середовищі стільниці. Новий висококонтрастний стиль та повний набір монохромних іконок, а також можливість відмальовування іконок KDE у будь-яких двох кольорах (сторонні іконки будуть конвертовані у висококонтрастну двокольорову гамму) буде корисним для людей, що мають проблеми із зором.
Серед іншого, клієнт обміну миттєвими повідомленнями Kopete інтегровано із Kontact, KMail отримав можливість зберігання паролів у KWallet, покращено Kicker (головна панель у KDE), додана можливість встановлення SVG-зображень, як шпалер. Окрім того, впроваджена підтримка протоколу DBUS/HAL. KHTML поліпшив підтримку стандартів, отримавши майже повну підтримку CSS 2.1 та CSS 3.

## K Desktop Environment 3.5
У випуску K Desktop Environment 3.5 було додано SuperKaramba, який надає інтегровані на легкі у встановленні віджети для стільниці. Konqueror отримав Ad-Block та став другим веббраузером, що пройшов CSS-тест Acid2, випередивши Firefox та Internet Explorer. Kopete отримав підтримку вебкамери для протоколів Yahoo! та MSN. До освітньо-розважального пакета додано три застосунки: KGeography, Kanagram та blinKen. Kalzium також отримав удосконалення.

## Історія випусків
| Дата                   | Подія             |
| 3.0                    | 3.0               |
| 3 квітня 2002 року     | Випуск KDE 3.0    |
| ---------------------- | ----------------- |
| 22 травня 2002 року    | Випусе KDE 3.0.1  |
| 2 червня 2002 року     | Випуск KDE 3.0.2  |
| 19 серпня 2002 року    | Випуск KDE 3.0.3  |
| 9 жовтня 2002 року     | Випуск KDE 3.0.4  |
| 18 листопада 2002 року | Випуск KDE 3.0.5  |
| 21 грудня 2002 року    | Випуск KDE 3.0.5a |
| 9 квітня 2003 року     | Випуск KDE 3.05b  |
| 3.1                    |                   |
| 28 січня 2003 року     | Випуск KDE 3.1    |
| 20 березня 2003 року   | Випуск KDE 3.1.1  |
| 9 квітня 2003 року     | Випуск KDE 3.1.1a |
| 19 травня 2003 року    | Випуск KDE 3.1.2  |
| 29 липня 2003 року     | Випуск KDE 3.1.3  |
| 20 серпня 2003 року    | Випуск KDE 3.1.3a |
| 16 вересня 2003 року   | Випуск KDE 3.1.4  |
| 14 січня 2004 року     | Випуск KDE 3.1.5  |
| 3.2                    |                   |
| 3 лютого 2004 року     | Випуск KDE 3.2    |
| 9 березня 2004 року    | Випуск KDE 3.2.1  |
| 19 квітня 2004 року    | Випуск KDE 3.2.2  |
| 9 червня 2004 року     | Випуск KDE 3.2.3  |
| 3.3                    |                   |
| 19 серпня 2004 року    | Випуск KDE 3.3    |
| 12 жовтня 2004 року    | Випуск KDE 3.3.1  |
| 8 грудня 2004 року     | Випуск KDE 3.3.2  |
| 3.4                    |                   |
| 16 березня 2005 року   | Випуск KDE 3.4    |
| 31 травня 2005 року    | Випуск KDE 3.4.1  |
| 28 липня 2005 року     | Випуск KDE 3.4.2  |
| 13 жовтня 2005 року    | Випуск KDE 3.4.3  |
| 3.5                    |                   |
| 29 листопада 2005 року | Випуск KDE 3.5    |
| 31 січня 2006 року     | Випуск KDE 3.5.1  |
| 28 березня 2006 року   | Випуск KDE 3.5.2  |
| 31 травня 2006 року    | Випуск KDE 3.5.3  |
| 2 серпня 2006 року     | Випуск KDE 3.5.4  |
| 11 жовтня 2006 року    | Випуск KDE 3.5.5  |
| 25 січня 2007 року     | Випуск KDE 3.5.6  |
| 22 травня 2007 року    | Випуск KDE 3.5.7  |
| 16 жовтня 2007 року    | Випуск KDE 3.5.8  |
| 19 лютого 2008 року    | Випуск KDE 3.5.9  |
| 26 серпня 2008 року    | Випуск KDE 3.5.10 |

## Виноски
1. ↑  KDE 3.0 Released to public. KDE Community. KDE e.V. 3 квітня 2002. Архів оригіналу за 31 жовтня 2012. Процитовано 3 листопада 2012.
2. 1 2  KDE 3.1 Release Announcement. KDE community. KDE e.V. 28 січня 2003. Архів оригіналу за 31 жовтня 2012. Процитовано 3 листопада 2012.
3. 1 2 3  Announcing KDE 3.2. KDE Community. KDE e.V. 3 лютого 2004. Архів оригіналу за 31 жовтня 2012. Процитовано 3 листопада 2012.
4. 1 2 3  Announcing KDE 3.3. KDE community. KDE e.V. 19 серпня 2004. Архів оригіналу за 31 жовтня 2012. Процитовано 3 листопада 2012.
5. 1 2  Announcing KDE 3.4. KDE Community. KDE e.V. 16 березня 2005. Архів оригіналу за 31 жовтня 2012. Процитовано 3 листопада 2012.
6. ↑  K Desktop Environment 3.5 Released. Архів оригіналу за 24 квітня 2006. Процитовано 28 березня 2015.
7. ↑  KDE Announcements. Архів оригіналу за 7 березня 2008. Процитовано 28 березня 2015.